# Museum of the Moving Image

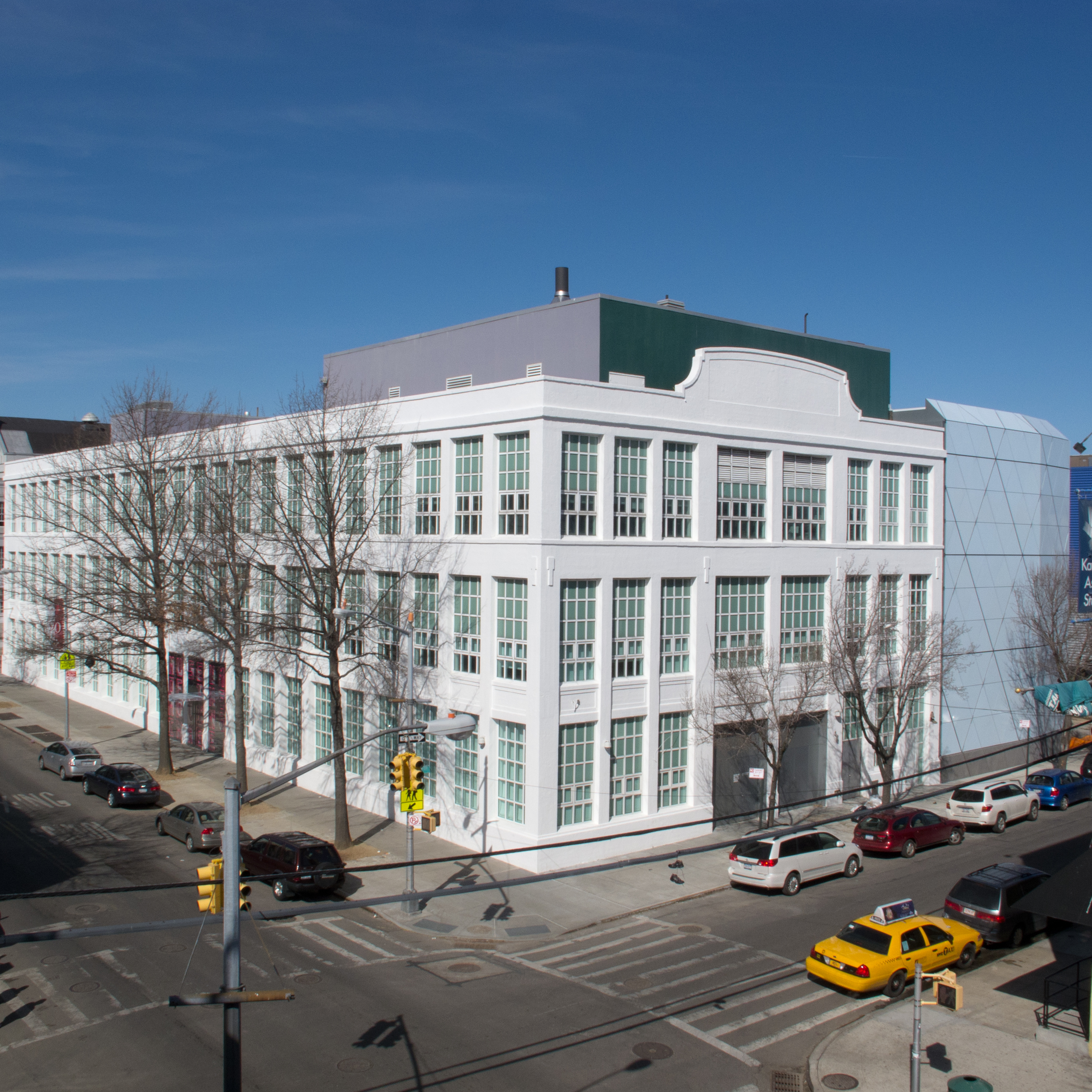
American Museum of the Moving Image

Das Filmmuseum Museum of the Moving Image (übersetzt „Museum der bewegten Bilder“) befindet sich in Queens, New York City auf dem ehemaligen Gelände des Kaufman Astoria-Filmstudios und gilt international als eines der bedeutendsten Filmmuseen. Es beheimatet die größte US-amerikanische Sammlung zum Thema Film und Fernsehen und ist in seiner Art einzigartig.

## Geschichte
Das Museum sammelt und zeigt verschiedenste Artefakte, die im weitesten Sinn mit der Geschichte, Produktion, Verbreitung und Darstellung von Film und Fernsehen zu tun haben. Die Dauerausstellung hat auch ein starkes Augenmerk auf die Bedeutung der angewandten Technik, die dem Besucher nähergebracht werden soll, unter anderem mit audiovisuellen und interaktiven Elementen. Hinzu kommt eine bedeutende Sammlung von Videospielen und Spielkonsolen.
Das Museumsprogramm beinhaltet Themenwochen mit Archivmaterial, ebenso wie aktuelle Filmvorführungen und Vorträge, sowie Auftritte von Regisseuren, Schauspielern und Filmforschern.
Das Museum entstand aus der Astoria Motion Picture and Television Center Foundation, die 1970 die ehemaligen Kaufman Studios übernahm, um das denkmalgeschützte Gebäude zu retten, in dem seit der Stummfilm-Ära zahlreiche Filme gedreht worden waren. Die Öffentlichkeit sollte Zugang zu dem Studio erhalten und dessen Geschichte kennenlernen. 1988 war das reine Filmmuseum bei der Eröffnung das erste seiner Art in den USA. Das gleichnamige Britische Museum of the Moving Image eröffnete wenig später in London. 
Das Filmtheater des New Yorker Museums war nach damaligen Standards sehr modern. Neben Filmvorführungen bot eine Fernsehlounge die Möglichkeit, alte Fernsehsendungen aus der Gründerzeit zu betrachten.
2005 erhielt das Museum einen Teil einer 20 Millionen Dollar schweren Spende der  Carnegie Corporation.
Seit 2008 wird das Museum erweitert, um den wachsenden Besucherzahlen gerecht zu werden. Während der Renovierungen bleibt die Dauerausstellung geöffnet, Vorführungen und Veranstaltungen werden ausgelagert und die Sammlung ist weiterhin für Filmwissenschaftler zugänglich.
Seit Juli 2017 gibt es eine neue Dauerausstellung über die Lebensleistung des „zwanghaft kreativen“ Jim Henson.